# راج كيران
راج كيران هو ممثل هندي، ولد في 5 فبراير 1949 في الهند.

## أعمال

### أفلام
- (1985) تيري ميهربانيان

## وصلات خارجية
- راج كيران على موقع IMDb (الإنجليزية)
- راج كيران على موقع أول موفي (الإنجليزية)
- راج كيران على موقع قاعدة بيانات الفيلم (الإنجليزية)
- راج كيران على موقع كينوبويسك (الروسية)